# Tom Evans (athlétisme)
Pour les articles homonymes, voir Tom Evans (homonymie) et Evans.
Thomas « Tom » Evans, né le 3 février 1992 à Londres, est un coureur de fond britannique. Il a remporté la médaille de bronze aux championnats du monde de trail 2018 et a gagné la CCC en 2018, le Tarawera Ultramarathon en 2020 et la Western States 100-Mile Endurance Run en 2023.

## Biographie

### Jeunesse et carrière militaire
Pratiquant le rugby durant sa jeunesse, Tom s'essaie également à l'athlétisme mais de manière épisodique. Son père étant officier des Royal Dragoon Guards, il suit ses traces et entre à l'Académie royale militaire de Sandhurst après ses études puis effectue une carrière dans la British Army. Il obtient le grade de capitaine dans le corps des Welsh Guards,,,. Stationné au Kenya pendant plusieurs mois en 2015, il se met à pratiquer la course à pied pour se maintenir en forme et décide de s'investir sérieusement dans ce sport.

### Succès en ultra-trail
Il participe à son premier ultra-trail en 2016, le Beacons Ultra de 45 miles qu'il remporte en 6 h 24 min 0 s avec près d'une demi-heure d'avance sur son plus proche poursuivant.
Il se révèle sur la scène internationale dès l'année suivante. Ayant regardé le documentaire de James Cracknell sur le marathon des Sables, il en discute avec des camarades militaires y ayant déjà participé et terminé dans le top 300. Il s'y inscrit en 2017 en pariant qu'il pourrait faire mieux. Il prend le départ avec comme seul objectif l'intention de le terminer pour une œuvre caritative. Il court la première journée en tête aux côtés des favoris. Se sentant en forme, il poursuit sur ce rythme et tandis que Rachid el-Morabity parvient à creuser une petite marge d'avance, Tom continue la course aux côtés de son frère Mohamed et termine à la troisième place en 19 h 49 min 33 s, signant ainsi le meilleur résultat d'un coureur britannique. Il se classe ensuite quatrième de l'Eiger Ultra Trail ainsi que de la CCC. Il conclut la saison en décrochant la troisième place du classement général de l'Ultra-Trail World Tour. Il surprend également avec de bonnes performances sur route. Le 8 octobre, il crée la surprise en remportant la victoire au Great Eastern Run. Le 29 octobre, il prend le départ de son premier marathon à Francfort qu'il termine en 2 h 26 min 7 s malgré quelques soucis physiques.
Il connaît une excellente saison 2018. En février, il se rend au Costa Rica pour participer au Coastal Challenge, un trail par étapes. Luttant au coude-à-coude avec Hayden Hawks, il s'impose finalement avec quatre minutes d'avance sur ce dernier, signant un nouveau record de l'épreuve en 21 h 44 min 12 s. Le 12 mai, il prend part aux championnats du monde de trail à Penyagolosa. Zach Miller prend un départ rapide et mène la course en tête, suivi de près par Tom. L'Américain finit par craquer au kilomètre 70 et les locaux Luis Alberto Hernando et Cristofer Clemente profitent de leur expérience du terrain pour remonter en tête, doublant Tom. Il s'accroche et termine sur la troisième marche du podium à trois minutes de Cristofer. Avec Jonathan Albon quatrième et Ryan Smith seizième, il remporte de plus la médaille d'argent au classement par équipes. Le 31 août, il s'élance à nouveau sur la CCC et voit le Chinois Min Qi le devancer en tête. Tom reste dans ses talons et parvient à lancer son attaque en fin de course pour s'adjuger la victoire.
Le 13 avril 2019, il prend le départ de la Lake Sonoma 50 et se retrouve à la lutte en tête avec Jared Hazen et Sébastien Spehler. Le Français parvient à creuser l'écart en tête mais est finalement rattrapé et doublé par l'Américain. Tom ne lâche pas ses efforts mais doit se contenter de la troisième marche du podium. En juin, il s'élance sur la mythique Western States 100-Mile Endurance Run ayant suivi un entraînement spécifique pour cette épreuve. Prenant un départ prudent, il pointe au sixième rang à mi-parcours. Se sentant en confiance, il accélère en seconde partie de course et rattrape ses adversaires jusqu'à se retrouver en troisième position au moment de franchir la ligne d'arrivée. Avec un temps de 14 h 59 min 44 s, il signe la cinquième meilleure performance de tous les temps sur l'épreuve et la meilleure pour un coureur non-Américain,. Il réussit ensuite à décrocher son ticket pour les championnats d'Europe de cross-country à Lisbonne. Il y termine 44e et monte sur la première marche du podium au classement par équipes.
Le 8 février 2020, il prend le départ du Tarawera Ultramarathon et malgré une chute en début de course, domine l'épreuve de bout en bout. Il s'impose en 8 h 3 min 29 s avec plus d'une demi-heure d'avance sur le Français Mathieu Blanchard.

### Objectif olympique
La pandémie de Covid-19 bouleverse ses plans. Voyant les épreuves de trail annulées, il est contraint de s'entraîner sur tapis roulant et améliore sa vitesse sur le plat. Il se lance comme nouveau défi de participer au marathon des Jeux olympiques de Tokyo,,. En août, il se fait remarquer en établissant son record personnel sur 5 kilomètres en 13 min 41 s. Il abaisse ensuite son record du semi-marathon en 1 h 3 min 15 s lors du semi-marathon d'Antrim et est ainsi sélectionné pour les championnats du monde de semi-marathon à Gdynia. Il s'y classe 64e en améliorant d'une seconde son record personnel.
Suivant ses plans, il prend part au marathon qualificatif des Jeux olympiques à Kew Gardens mais abandonne.

### Blessure et retour en ultra-trail
En 2021, des douleurs persistantes au genou le forcent à arrêter momentanément la compétition afin d'être opéré. Après plusieurs mois de convalescence, il fait son retour avec succès sur les sentiers d'ultra-trails en 2022 en remportant la Transgrancanaria Advanced puis le MIUT 85,. Le 26 août, il prend le départ de l'Ultra-Trail du Mont-Blanc. Courant en première partie de course aux côtés de Zach Miller, il finit par accélérer pour prendre une marge d'avance sur ce dernier. Il double ensuite Jim Walmsley en difficulté et termine sur la troisième marche du podium en 20 h 34 min 35 s.
Le 24 juin 2023, il prend à nouveau le départ de la Western States 100-Mile Endurance Run. Annoncé comme l'un des favoris, il se retrouve rapidement aux avant-postes face à l'autre grand favori, l'Américain Dakota Jones. Les deux hommes courent au coude-à-coude pendant une bonne partie de la course jusqu'à ce que Dakota Jones connaisse un coup de mou, laissant le Britannique seul en tête. Ayant pris une confortable avance, Tom Evans poursuit seul en tête sur son rythme et s'impose en 14 h 40 min 22 s avec une demi-heure d'avance sur Tyler Green.

## Palmarès

### Ultra-Trail
| no  | masculin           | Course                                | Longueur | Départ                     | Temps            |
| --- | ------------------ | ------------------------------------- | -------- | -------------------------- | ---------------- |
| 3e  | Médaille de bronze | Marathon des Sables                   | 250 km   | 9 avril-15 avril 2017      | 19 h 49 min 33 s |
| 4e  | 4e                 | Eiger Ultra Trail                     | 101 km   | 15 juillet 2017            | 11 h 55 min 23 s |
| 4e  | 4e                 | CCC                                   | 101 km   | 1er septembre 2017         | 10 h 57 min 44 s |
| 1re | Médaille d'or      | The Coastal Challenge                 | 236 km   | 10 février-17 février 2018 | 21 h 44 min 12 s |
| 3e  | Médaille de bronze | Championnats du monde de trail        | 85 km    | 12 mai 2018                | 8 h 49 min 35 s  |
| 3e  | Médaille de bronze | Montreux Trail Festival - MXSky       | 37 km    | 29 juillet 2018            | 4 h 7 min 7 s    |
| 1re | Médaille d'or      | CCC                                   | 101 km   | 31 août 2018               | 10 h 44 min 32 s |
| 3e  | Médaille de bronze | Lake Sonoma 50                        | 50 mi    | 13 avril 2019              | 6 h 16 min 28 s  |
| 3e  | Médaille de bronze | Western States 100-Mile Endurance Run | 100 mi   | 29 juin 2019               | 14 h 59 min 44 s |
| 1re | Médaille d'or      | Tarawera Ultramarathon                | 102 km   | 8 février 2020             | 8 h 3 min 29 s   |
| 1re | Médaille d'or      | Transgrancanaria Advanced             | 61,5 km  | 5 mars 2022                | 5 h 10 min 39 s  |
| 1re | Médaille d'or      | MIUT 85                               | 85 km    | 23 avril 2022              | 8 h 46 min 35 s  |
| 3e  | Médaille de bronze | Ultra-Trail du Mont-Blanc             | 170 km   | 26 août 2022               | 20 h 34 min 35 s |
| 2e  | Médaille d'argent  | Black Canyon Ultras                   | 100 km   | 18 février 2023            | 7 h 37 min 40 s  |
| 1re | Médaille d'or      | Ultra-Trail Snowdonia 50K             | 55 km    | 13 mai 2023                | 5 h 27 min 11 s  |
| 1re | Médaille d'or      | Western States 100-Mile Endurance Run | 100 mi   | 24 juin 2023               | 14 h 40 min 22 s |
| 3e  | Médaille de bronze | Transvulcania                         | 73 km    | 11 mai 2024                | 7 h 5 min 17 s   |
| 2e  | Médaille d'argent  | Lavaredo Ultra Trail                  | 120 km   | 28 juin 2024               | 12 h 0 min 45 s  |
| 1re | Médaille d'or      | Arc of Attrition 50                   | 80 km    | 25 janvier 2025            | 6 h 54 min 40 s  |
| 1re | Médaille d'or      | Tenerife Bluetrail                    | 110 km   | 28 mars 2025               | 12 h 32 min 20 s |

### Course en montagne
| no | masculin           | Course                | Longueur | Départ          | Temps          |
| -- | ------------------ | --------------------- | -------- | --------------- | -------------- |
| 3e | Médaille de bronze | Montée du Nid d'Aigle | 20 km    | 19 juillet 2025 | 2 h 2 min 34 s |

### Route
| Année | Compétition       | Lieu         | Place | Épreuve        | Temps         |
| ----- | ----------------- | ------------ | ----- | -------------- | ------------- |
| 2017  | Great Eastern Run | Peterborough | 1er   | 1 h 8 min 40 s | Semi-marathon |
| 2018  | Great Eastern Run | Peterborough | 2e    | 1 h 6 min 21 s | Semi-marathon |

## Records
| Épreuve       | Performance    | Date             | Lieu        |
| ------------- | -------------- | ---------------- | ----------- |
| 1 500 mètres  | 4 min 3 s 59   | 13 juillet 2016  | Cosford     |
| Mile          | 4 min 33 s 6   | 29 juillet 2017  | Oxford      |
| 3 000 mètres  | 8 min 54 s 1   | 29 juillet 2017  | Oxford      |
| 5 000 mètres  | 14 min 14 s 56 | 5 septembre 2020 | Manchester  |
| 10 000 mètres | 30 min 39 s 14 | 7 juin 2019      | Walthamstow |
| 5 kilomètres  | 13 min 41 s    | 8 août 2020      | Barrowford  |
| 10 kilomètres | 29 min 44 s    | 3 février 2019   | Chichester  |
| 10 miles      | 49 min 38 s    | 21 octobre 2018  | Portsmouth  |
| Semi-marathon | 1 h 3 min 14 s | 17 octobre 2020  | Gdynia      |
| Marathon      | 2 h 26 min 7 s | 29 octobre 2017  | Francfort   |